# Baudouin Remy
Pour les articles homonymes, voir Remy (homonymie).
Baudouin Remy est un journaliste belge de la RTBF (télévision), spécialisé en politique.

## Biographie
Baudouin Remy est le fils d'André Remy qui fut lui aussi journaliste à la RTBF avant de rejoindre canal plus en 1989
Comme son père le voyait chef d'entreprise, il commença par des études en sciences économiques avant de se tourner vers des études en journalisme.
Il est coauteur de la revue politique satirique Sois Belge et tais-toi créée par son père en 1982 et consacrée à la politique belge et à l'actualité : il y interprète plusieurs hommes politiques comme Yves Leterme, Elio Di Rupo (Le Roi m'a demandé de rester dans l'arène), Nicolas Sarkozy, Jean-Michel Javaux ou encore le roi Philippe. Mais aussi, au fil des saisons,  Emmanuel Macron, le Roi Philippe,  Paul Magnette, Georges-Louis Bouchez, Alexander De Croo ou dans un autre registre Michel Lecomte ( RTBF ) et d'autres encore... 
En 2011 il réalise une tournée record avec Sois belge et tais-toi lors de 73 dates pour un public d'un peu moins de 60.000 spectateurs. Il a fêté sa millième représentation le 15 décembre 2018. En 2017-2018, c'était le 20ème anniversaire de son spectacle avec " le grand vingtième"  et en 2019 il écrit le 22 ème spectacle de sa carrière artistique = Rire jaune rouge"  